# طحنون بن زاید آل نهیان
طحنون بن زاید بن خلیفه آل نهیان (به عربی: طحنون بن زايد بن خليفة آل نهيان) هشتمین شیخ ابوظبی است. او جانشین زاید بن خلیفه آل نهیان شد و از سال ۱۹۰۹ تا سال ۱۹۱۲ حکمرانی کرد